# Rožďalovice (nádraží)
Rožďalovice jsou železniční stanice na jednokolejné neelektrizované regionální trati Nymburk-Jičín. Nachází se přibližně 1 km od centra Rožďalovic v okrese Nymburk, na jejichž katastru leží.

## Historie
Stanice byla otevřena 15. listopadu 1881[zdroj?] na trati vlastněné soukromou společností České obchodní dráhy (BCB) propojením Velelib na trase z Nymburka do Mladé Boleslavi a již postavené odbočné trati z Chlumce nad Cidlinou do Jičína v majetku společnosti Rakouská severozápadní dráha (ÖNWB). Na přelomu let 1882-1883 de facto převzala řízení BCB společnost Rakouská společnost státní dráhy (StEG).

## Popis
Ve stanici jsou dvě dopravní koleje (č. 1 a 3) a jedna manipulační (č. 2). K příchodům na dvě úrovňová nástupiště nástupiště slouží přechody. Ze stanice je vedena vlečka, která však již není provozována. Ve stanici se nachází železniční přejezd se závorami P4613. Sousedními dopravnami jsou stanice Kopidlno ve směru na Jičín a odbočka Obora ve směru na Nymburk. U manipulační koleje se nachází rampa pro nakládku vozů.[zdroj?]

## Provoz
Ve stanici zastavují osobní vlaky linky S21 (Jičín-Nymburk hl.n.), některé zkrácené pouze do a z Rožďalovic. Ve všední dny ráno jeden spěšný vlak z Jičína do Nymburka. O víkendech a svátcích během sezóny spěšný vlak v relaci Praha hl. n. - Nymburk město - Turnov a zpět linky T2. Všechny zmíněné linky zajišťují České dráhy. Z nákladní dopravy zde jezdí zejména manipulační vlaky společnosti ČD Cargo.[zdroj?]